# ラファエル・モレノ・アランサディ
ピチーチ（Pichichi）ことラファエル・モレノ・アランサディ（Rafael Moreno Aranzadi, 1892年5月23日 - 1922年3月1日）は、スペイン・ビルバオ出身の元サッカー選手。スペイン代表である。ポジションはFW。
リーガ・エスパニョーラの得点王に与えられるピチーチ賞は彼に由来する。

## 経歴
ビスカヤ県ビルバオに生まれた。1911年から1921年までアスレティック・ビルバオに所属した。彼は常に白いヘッドギアを着けた。1913年のラシン・クラブ・イルンとのコパ・デル・レイ決勝は0-1で敗れた。同年8月13日、レアル・ウニオンを招待してサン・マメスの開場式を行った。ピチーチはこの試合で最初の得点を挙げている。
コパ・デル・レイでは6度決勝に進出し、4度優勝した。1914年から1916年までは3連覇した。1915年の決勝、RCDエスパニョール戦はピチーチのハットトリックの活躍により5-0で勝利した。1920年には準優勝し、1921年には4度目の優勝を果たした。1920年、初めて結成されたスペイン代表に選出され、アントワープオリンピックに出場して銀メダルを勝ち取った。
1922年、彼が29歳の時、チフスに感染して死去した。1926年、サン・マメスに彼の功績をたたえた胸像が置かれた。サン･マメスに初めて訪れたチームは、彼に敬意を払って花束を胸像に捧げた。1953年、マルカ紙がピチーチ賞を創設した。この賞はプリメーラ・ディビシオンとセグンダ・ディビシオンの得点王に与えられた。

## 所属クラブ
- 1911-1921  アスレティック・ビルバオ

## タイトル
- アスレティック・ビルバオ
  - コパ・デル・レイ 1914, 1915, 1916, 1921
  - ビスカヤ県選手権 1919-20, 1920-21
- スペイン代表
  - アントワープオリンピック 銀メダル